# سوویکوویتسه (ناحیه ییهلاوا)
سوویکوویتسه (به چکی: Svojkovice) یک منطقهٔ مسکونی در جمهوری چک است که در ناحیه ییهلاوا واقع شده‌است. سوویکوویتسه ۳٫۰۸ کیلومتر مربع مساحت و ۶۷ نفر جمعیت دارد و ۶۲۸ متر بالاتر از سطح دریا واقع شده‌است.